# Wolfgang Barthels
Wolfgang Barthels (ur. 23 listopada 1940 w Malborku) – niemiecki piłkarz występujący na pozycji napastnika. Reprezentant NRD.

## Kariera klubowa
Barthels jako junior grał w zespołach Traktor Plaue, Einheit Rostock oraz Empor Rostock. W 1959 roku został włączony do pierwszej drużyny Empora. W pierwszej lidze NRD zadebiutował 14 czerwca 1959 w wygranym 3:0 meczu z BSG Motor Zwickau. 18 października 1959 w wygranym 2:1 pojedynku z Lokomotive Lipsk strzelił pierwszego gola w lidze. Wraz z Emporem Barthels trzy razy wywalczył wicemistrzostwo NRD (1962, 1963, 1964). Osiągnięcie to powtórzył jeszcze w 1968 roku, gdy Empor nosił już nazwę Hansa. Barthels grał do końca sezonu 1969/1970.
W 1970 roku odszedł do trzecioligowego BSG Schiffahrt/Hafen Rostock. W sezonie 1971/1972 awansował z nim do drugiej ligi. W 1975 roku zakończył karierę.

## Kariera reprezentacyjna
W reprezentacji NRD Barthels rozegrał 2 spotkania i zdobył 2 bramki. Zadebiutował w niej 17 grudnia 1963 w wygranym 5:1 towarzyskim meczu z Birmą. Po raz drugi wystąpił w kadrze 12 stycznia 1964 w wygranym 12:1 towarzyskim pojedynku z Cejlonem, w którym strzelił też 2 gole.
W 1964 roku był członkiem reprezentacji, która zdobyła brązowy medal na letnich igrzyskach olimpijskich.